# Кавриаго
Кавриа̀го (на италиански: Cavriago, на местен диалект Quariêgh, Куариег) е град и община в северна Италия, провинция Реджо Емилия, регион Емилия-Романя. Разположен е на 78 m надморска височина. Населението на общината е 9682 души (към 2010 г.).